# 鄭于蕃 (道光進士)
鄭于蕃，字愚培，號屏山，贵州思南人，清朝政治人物、同進士出身。

## 生平
道光二十一年（1841年）清宣宗六旬辛丑恩科進士，三甲五十六名，后官至刑部主事。